# Black or White
Pour l’article homonyme, voir Black or White (film, 2014).
Singles de Michael Jackson
Liberian Girl
(1989) Remember the Time
(1992)
Pistes de Dangerous
Heal the World
(7) Who Is It
(9)
Black or White est une chanson du chanteur américain Michael Jackson, parue le 11 novembre 1991 chez Epic Records. Il s'agit du premier single extrait de son huitième album studio, Dangerous (1991). Jackson a écrit, composé et produit le morceau avec le producteur Bill Bottrell, qui y participe en tant qu'invité non crédité. Le label Epic Records a présenté la chanson comme « un morceau de rock 'n' roll dance abordant le thème de l’harmonie raciale ».
Sorti officiellement quelques jours avant l'album, le 11 novembre 1991, le morceau est un mélange de pop rock, de dance-pop, de hard rock et de rap. Il est l'un des plus grands succès dans la carrière du chanteur. La chanson a atteint la 1re position au Billboard Hot 100 (États-Unis), au Top 50 (France), au UK Singles Chart (Royaume-Uni) ainsi que dans de nombreux classements musicaux dont le Swiss Singles Chart (Suisse).
Le court-métrage réalisé par John Landis, a participé au succès de la chanson. Il a été diffusé mondialement pour la première fois le 14 novembre 1991 avec une audience de plus de 500 millions de téléspectateurs lors de sa première et utilise l'effet spécial innovant du moment appelé le « morphing ». 

## Composition
Première chanson extraite de l'album Dangerous, elle marque une nouvelle étape dans la carrière musicale de Michael Jackson. Écrite, composée et arrangée par lui-même avec des paroles de rap de Bill Bottrell, la chanson met en avant le fait de ne pas juger quelqu'un en raison de sa couleur de peau. 
L'introduction et le solo principal de la chanson sont joués par le guitariste Slash et Bill Bottrell. Malgré une excellente prestation solo, le magazine Rolling Stone dira dans sa critique sur l'album que ce solo n'atteint pas la catharsis de celui d'Eddie Van Halen sur Beat It.
La mélodie ressemble fortement à celle du morceau Cold Love de Donna Summer composé par Giorgio Moroder et Pete Bellotte pour l’album de Wanderer en 1979.

## Sortie
La promotion de la chanson a commencé par une diffusion radio le premier week-end de novembre 1991 à New York et Los Angeles,. La sortie officielle du single s'est faite une semaine plus tard, le 11 novembre 1991,.

## Réception
À sa sortie, Black or White, atteint la 35e position au Billboard Hot 100. Une semaine plus tard, la chanson grimpe à la 3e place pour finalement se retrouver en tête du classement dès la troisième semaine, le 7 décembre 1991, ce qui en fait la plus rapide ascension au classement depuis Get Back des Beatles qui avait également atteint le sommet du classement en seulement trois semaines en 1969,. Black or White restera par la suite sept semaines consécutives en tête du classement faisant de Michael Jackson le premier artiste à obtenir au moins un titre numéro 1 sur trois décennies (1970, 1980 et 1990). Avec plus d'un million de copies vendues aux États-Unis, le single a été certifié disque de platine.
Le single a également eu un très bon accueil au Royaume-Uni, où il est devenu le deuxième single d'un Américain à s'octroyer la première place du classement des singles. Seul It's Now or Never d'Elvis Presley en avait fait de même en 1960.
En France, la chanson est numéro 1 au classement officiel des meilleures ventes de singles. Elle reste à cette place pendant deux semaines.
Au total, Black or White est parvenue en tête des classements musicaux dans de nombreux pays parmi lesquels le Mexique, Cuba, le Zimbabwe, le Canada, l'Australie, la Nouvelle-Zélande, la Belgique, le Danemark, la Finlande, Israël, la Turquie, l'Italie, la Norvège, l'Espagne, la Suède, la Suisse ainsi que dans l'Eurochart Hot 100. En Allemagne et en Autriche, le titre se classe en 2e position, derrière Let's Talk About Sex de Salt-n-Pepa, et aux Pays-Bas le titre est classé 3e,.

## Crédits
- Batterie : Bryan Loren
- Percussions : Brad Buxer, Bill Bottrell
- Basses : Bryan Loren, Terry Jackson
- Claviers : Brad Buxer, John Barnes, Jason Martz
- Guitare : Bill Bottrell
- Guitare heavy metal : Tim Pierce
- Paroles et chant rap : Bill "L.T.B." Bottrell

## Clip

### Synopsis
Il existe une version courte du clip d'une durée de 6 minutes et deux versions longues de 11 minutes (la version originale comporte une scène avec des inscriptions et symboles d'intolérance, voir infra).
La vidéo de la version longue originale du clip commence dans une banlieue américaine avec l'acteur Macaulay Culkin jouant le rôle d'un jeune fan de Michael Jackson et dont le père lui ordonne d'éteindre la musique qu'il écoute. Mais au lieu de faire cela, le personnage de Macaulay Culkin décide d'amener des enceintes géantes dans son salon en mettant le son à fond, ce qui envoie le père sur son fauteuil à travers le toit. Le père atterrit en plein milieu d'une savane africaine. La musique de Black or White démarre alors, et Michael Jackson amène les téléspectateurs dans un voyage autour du monde, de pays en pays et de culture en culture. Le clip présente ensuite plusieurs séquences de morphing, dont une de visages de personnes de sexes, d'origines et de couleurs de peau différentes pour symboliser l'unité des êtres humains. 
(version longue uniquement) On voit ensuite une panthère qui se déplace hors du studio. C'est en fait Michael Jackson qui reprend une apparence humaine afin de danser dans une rue (séquence sans musique de cinq minutes environ) et de casser les vitres d'une voiture et des vitrines de magasins sur lesquelles sont inscrits des inscriptions et symboles d'intolérance (par exemple : une croix gammée). Le chanteur redevient ensuite une panthère et s'en va. Tout à la fin de cette version longue du clip, on peut voir un court extrait des Simpson avec Bart Simpson regardant le clip et Homer qui intervient pour éteindre le poste de télévision. Cette séquence est un clin d'œil à la série Les Simpson pour laquelle Michael Jackson s'était vu dédier un épisode diffusé pour la première fois le 19 septembre 1991.

### Réalisation
Le clip de Black or White a été réalisé par John Landis en 1991. Il avait déjà réalisé le clip de Thriller en 1982. Avec un budget estimé à 1,5 million de dollars, il fait partie des clips les plus chers de l'histoire.
On retrouve, autour de Michael Jackson, Macaulay Culkin (le jeune garçon), Tess Harper (la mère) et George Wendt (le père) ou Tyra Banks (la deuxième personne à passer lors de la séquence du morphing).
Bien que Black Or White n'ait pas été la première vidéo à utiliser la technique du morphing (Terminator 2 : Le Jugement dernier l'avait précédé), il a été le premier clip à exposer de manière massive cet effet spécial aux yeux du public, et a donc surpris beaucoup de monde. L'effet a été utilisé sur des personnes de différentes origines ethniques afin de mettre en évidence la diversité des couleurs de peau. Grâce à Black or White, ainsi qu'avec le développement de la puissance des ordinateurs, le morphing est devenu par la suite quelque chose de très courant dans le monde de l'audiovisuel et du clip.

### Diffusion et critiques
Le clip de Black or White fut diffusé pour la première fois dans sa version longue le 14 novembre 1991 dans 27 pays simultanément avec une audience record de plus de 500 millions de téléspectateurs.
Cette version du clip déclenche une polémique dans les médias à cause de la séquence finale dans laquelle Michael Jackson danse à un moment d'une façon provocatrice (avec une allusion sexuelle) puis casse les vitres d'une voiture et des vitrines de magasins comportant des inscriptions et des symboles d'intolérance (par exemple : une croix gammée, un tag du Ku Klux Klan).
À la suite de ces critiques, Michael Jackson expliquera que dans ladite scène, il souhaitait véhiculer un message contre le racisme en détruisant des objets sur lesquels figuraient ces symboles d'intolérance. Il déclarera dans un communiqué : « Ça me bouleverse de penser que Black or White pourrait amener un adulte ou un enfant à adopter un comportement destructeur, sexuel ou violent. J’ai toujours essayé de jouer un rôle de modèle. Je regrette profondément toute conséquence néfaste qu’a pu avoir la partie finale du clip sur les enfants, les parents ou les téléspectateurs ».
La version courte du clip fut par conséquent privilégiée pour ses diffusions à la télévision et une version longue modifiée (sans les graffiti) fut également créée. Aux États-Unis, la version longue et originale du clip a quand même été rediffusée sur la chaîne MTV 2 entre une heure et quatre heures du matin dans une émission sur les vidéoclips les plus controversés. Cette version du clip se trouve sur les vidéos Dangerous-The Short Films et Video Greatest Hits – HIStory.
Au Québec, la première mondiale du clip a été diffusé simultanément via satellite à MusiquePlus. Les clips « Tandem de Vanessa Paradis, Like a Prayer de Madonna et Dis-moi Dis-moi de Mitsou ont suscité bien plus de plaintes de la part de l'auditoire. ». Par la suite, le clip est demeuré en rotation mais coupe au moment où la panthère quitte le studio.

## Interprétations
La chanson a été interprétée par Michael Jackson lors des tournées Dangerous World Tour (1992-1993), HIStory World Tour (1996-1997) et lors des deux concerts Michael Jackson - 30th Anniversary Celebration (2001). Elle était également planifiée au programme de la tournée This Is It.
Par ailleurs, elle a été interprétée en 1991 lors d'une émission sur ABC célébrant les 10 ans de la chaîne musicale MTV, puis en medley à l'occasion de la mi-temps du Super Bowl XXVII en 1993 et des MTV Music Awards 1995.
Michael Jackson a par ailleurs enregistré (comme pour Billie Jean et Bad) une version de Black or White à vocation publicitaire pour Pepsi mais celle-ci ne fut finalement pas diffusée.

## Reprises
- Elle a été reprise, arrangée en salsa sur l'album Unity: The Latin Tribute to Michael Jackson produit par Tony Succar sorti en 2015, chantée par Kevin Ceballo.

## Liste des titres
| - 45 tours (Royaume-Uni) Face A 1. Black or White (Single Version) – 3:22 Face B 1. Black or White (Instrumental) – 3:22 - 45 tours (États-Unis) Face A 1. Black or White (Single Version) – 3:22 Face B 1. Black or White (Instrumental) – 3:22 - 33 tours (Royaume-Uni) Face A 1. Black or White - 3:22 2. Bad - 4:04 Face B 1. Black or White (Instrumental) - 3:22 2. Thriller - 5:57 - 33 tours (The Clivillés & Cole Remixes) (Royaume-Uni) Face A 1. Black or White (The Clivillés & Cole House / Club Mix) – 7:36 2. Black or White (The Clivillés & Cole House / Dub Mix) – 6:34 Face B 1. Black or White (The Underground Club Mix) – 7:29 2. Black or White (House With Guitar Radio Mix) – 3:53 3. Black or White (Tribal Beats) – 3:38 - 33 tours - édition limitée (États-Unis) Face A 1. Black or White (The Clivilles & Cole House/Club Mix) – 7:33 2. Black or White (The Clivilles & Cole House/Dub Mix) – 6:27 Face B 1. Black or White (House with Guitar Radio Mix) – 3:53 2. Black or White (Single Version) – 3:22 3. Black or White (Instrumental) – 3:22 4. Black or White (Tribal Beats) – 3:34 | - CD (Royaume-Uni) 1. Black or White (single version) – 3:22 2. Black or White (instrumental) – 3:22 3. Smooth Criminal – 4:16 - CD (The Clivillés & Cole Remixes) (Royaume-Uni) 1. Black or White (The Clivillés & Cole House / Club Mix) – 7:36 2. Black or White (The Clivillés & Cole House / Dub Mix) – 6:34 3. Black or White (The Underground Club Mix) – 7:29 4. Black or White (House With Guitar Radio Mix) – 3:53 5. Black or White (Tribal Beats) – 3:38 - CD (États-Unis) 1. Black or White (Single Version) – 3:22 2. Black or White (Instrumental) – 3:22 - Promo VHS (Royaume-Uni) (PAL) 1. Black or White (Domestic Version) (Music Video) - 11:00 - Visionary Face CD 1. Black or White (Single Version) – 3:22 2. Black or White (Clivillés & Cole House Guitar Radio Mix) – 3:53 Face DVD 1. Black or White (Music Video) – 11:00 2. Black or White (Single Version) – 3:22 3. Black or White (Clivillés & Cole House Guitar Radio Mix) – 3:53 |

## SingleBlack or White
Single (CD)
1. Black or White (Single Version) – 3:22

Vidéoclips (DVD)
1. Black or White (Official Upscaled Video - Long Version) – 11:02
2. Black or White (Official Video - Short Version) – 6:23

## Récompenses
- Billboard Music Award : « 1992 World Artist Award for the #1 World Single »
- MTV Video Music Award 1992 : nomination du clip dans la catégorie « Meilleurs effets spéciaux »
- NAACP Image Award 1993 : prix « Outstanding Music Video »
- Nomination au Grammy Award 1993 de la Meilleure performance vocale pop (catégorie masculine)

## Classements

### Classements hebdomadaires
| Classement (1991-1992)                          | Meilleure position |
| ----------------------------------------------- | ------------------ |
| Allemagne (Media Control AG)                    | 2                  |
| Australie (ARIA)                                | 1                  |
| Autriche (Ö3 Austria Top 40)                    | 2                  |
| Belgique (Flandre Ultratop 50 Singles)          | 1                  |
| Belgique (Flandre VRT Top 30)                   | 1                  |
| Canada (10 Dance)                               | 1                  |
| Canada (100 Hit Tracks)                         | 1                  |
| Canada (Adult Contemporary)                     | 3                  |
| Cuba                                            | 1                  |
| Danemark (Tracklisten)                          | 1                  |
| Espagne (AFYVE)                                 | 1                  |
| États-Unis (Billboard Hot 100)                  | 1                  |
| États-Unis (Adult Contemporary)                 | 23                 |
| États-Unis (Cash Box)                           | 1                  |
| États-Unis (Hot Dance Club Play)                | 2                  |
| États-Unis (Hot Dance Music/Maxi-Singles Sales) | 1                  |
| États-Unis (Hot R&B/Hip-Hop Singles)            | 3                  |
| Europe (Eurochart Hot 100)                      | 1                  |
| Finlande (Suomen virallinen lista)              | 1                  |
| France (SNEP)                                   | 1                  |
| Irlande (IRMA)                                  | 1                  |
| Israël                                          | 1                  |
| Italie (FIMI)                                   | 1                  |
| Mexique                                         | 1                  |
| Norvège (VG-lista)                              | 1                  |
| Nouvelle-Zélande (RMNZ)                         | 1                  |
| Pays-Bas (Nederlandse Top 40)                   | 3                  |
| Pays-Bas (Single Top 100)                       | 2                  |
| Pologne (Classements Singles)                   | 1                  |
| Royaume-Uni (UK Singles Chart)                  | 1                  |
| Suède (Sverigetopplistan)                       | 1                  |
| Suisse (Schweizer Hitparade)                    | 1                  |
| Turquie                                         | 1                  |
| Zimbabwe                                        | 1                  |

| Classement (1992) (Clivilles & Coles remixes) | Meilleure position |
| --------------------------------------------- | ------------------ |
| Australie (ARIA)                              | 18                 |
| Irlande (IRMA)                                | 11                 |
| Royaume-Uni (UK Singles Chart)                | 14                 |

| Classement (2006)              | Meilleure position |
| ------------------------------ | ------------------ |
| Espagne (Promusicae)           | 2                  |
| France (SNEP)                  | 64                 |
| Irlande (IRMA)                 | 22                 |
| Italie (FIMI)                  | 7                  |
| Pays-Bas (Single Top 100)      | 24                 |
| Royaume-Uni (UK Singles Chart) | 18                 |

| Classement (2009)                         | Meilleure position |
| ----------------------------------------- | ------------------ |
| Australie (ARIA)                          | 6                  |
| Autriche (Ö3 Austria Top 40)              | 17                 |
| Belgique (Flandre Back Catalogue Singles) | 6                  |
| Canada (Hot Canadian Digital Singles)     | 8                  |
| Danemark (Tracklisten)                    | 22                 |
| Espagne (Promusicae)                      | 22                 |
| États-Unis (Hot Digital Songs)            | 13                 |
| France (Téléchargements)                  | 9                  |
| Italie (FIMI)                             | 7                  |
| Norvège (VG-lista)                        | 18                 |
| Nouvelle-Zélande (RMNZ)                   | 16                 |
| Pays-Bas (Single Top 100)                 | 21                 |
| Royaume-Uni (UK Singles Chart)            | 25                 |
| Suède (Sverigetopplistan)                 | 11                 |
| Suisse (Schweizer Hitparade)              | 7                  |

| Chart (2011)                          | Peak position |
| ------------------------------------- | ------------- |
| Hongrie (Single (track) Top 20 lista) | 6             |

| Classement (1991)             | Position |
| ----------------------------- | -------- |
| Australie (ARIA)              | 34       |
| Italie (FIMI)                 | 3        |
| Pays-Bas (Nederlandse Top 40) | 89       |
| Pays-Bas (Single Top 100)     | 68       |

| Classement (1992)                   | Position |
| ----------------------------------- | -------- |
| Autriche (Ö3 Austria Top 40)        | 23       |
| Belgique (Flandre Ultratop 50)      | 58       |
| Canada (Top 100 Adult Contemporary) | 50       |
| États-Unis (Billboard Hot 100)      | 14       |
| États-Unis (Cash Box)               | 29       |
| Pologne (Classements Singles)       | 36       |
| Suisse (Schweizer Hitparade)        | 14       |

| Pays                    | Certification | Ventes    |
| ----------------------- | ------------- | --------- |
| Allemagne (BVMI)        | Or            | 250 000   |
| Australie (ARIA)        | 2 × Platine   | 140 000   |
| Canada (CRIA)           | Or            | 5 000     |
| États-Unis (RIAA)       | Platine       | 1 000 000 |
| France (SNEP)           | Argent        | 266 000   |
| Nouvelle-Zélande (RMNZ) | Platine       | 15 000    |
| Royaume-Uni (BPI)       | Argent        | 200 000   |